# كفرياسين
كفرياسين هي قرية لبنانية من قرى قضاء كسروان في محافظة جبل لبنان.